# 巴爾多沃湖
56°41′26″N 29°22′08″E / 56.69056°N 29.36889°E
巴爾多沃湖（俄语：Бардово），是俄羅斯的湖泊，位於該國西北部，由普斯科夫州負責管轄，處於別扎尼齊區，面積1.3平方公里，集水區面積233平方公里，平均水深2.4米，最大水深3.8米。